# Rachid Benbouchta
Pour les articles homonymes, voir Benbouchta.
Rachid Benbouchta est un comédien belgo-marocain né le 13 décembre 1970.

## Études
Il a fait ses études aux conservatoires de Mons et de Bruxelles, ainsi qu'au Conservatoire national supérieur d'art dramatique de Paris.

## Théâtre
- 1990 : Le Lion en hiver de James Goldman, Théâtre royal du Parc
- 2007 : Sur le Babel
- 2010 : La Naissance des dieux
- 2011 : Un fil à la patte de Georges Feydeau, La Vénerie

## Filmographie
- 1992 : Les Sept Péchés capitaux, film à sketchs : rôle principal dans "La pureté" de Yvan Le Moine
- 1995 : En mai, fais ce qu'il te plaît de Pierre Grange : Sami
- 2000 : Vérité oblige (série télévisée) : Isham Zelli
- 2002 : Un honnête commerçant de Philippe Blasband : Person
- 2003 : Dans le rouge du couchant d'Edgardo Cozarinsky : SOS Médecin
- 2005 : Nom de code : DP, téléfilm de Patrick Dewolf : Lewis
- 2006 : De hel van Tanger de Frank Van Mechelen : Cipier
- 2009 : Facteur chance, téléfilm de Julien Seri : Gérard
- 2009 : Les Barons de Nabil Ben Yadir : Sami
- 2011 : J'aime regarder les filles de Fred Louf : Rachid
- 2023 : Amal : Un esprit libre de Jawad Rhalib : Mohamed